# Géraud d'Anduze
Géraud d'Anduze, mort le 16 septembre 1026, est un prélat français, évêque de Nîmes au XIe siècle, issu de la famille d'Anduze. 

## Biographie

### Origines
Géraud (Geraldus), parfois Gérald ou Gérard, appartient la famille d'Anduze. Il est le fils de Bernard Ier, dit Pelet, seigneur d'Anduze, et d'Ermengarde, sa première femme,. Il a deux frères, Frédol/Frédolon, évêque du Puy, et Almerad/Almérade/Almirade, qui hérite de son père,,.
Son père épouse en secondes norces, Garsinde, fille et héritière de la vicomté d'Agde & de Béziers, dont deux fils,,.

### Épiscopat
Le catalogue épiscopal, donné notamment par le site Internet du diocèse de Nîmes, considère qu'il monte sur le trône épiscopal de Nîmes en 1016 (le Gallia Christiana donnait 1015). En effet, son prédécesseur, Frotaire/Frothaire est encore vivant en 1016, selon un acte d'échange.
Le siège épiscopal de Nîmes est occupé, à partir du milieu du Xe siècle, par les Anduze, fidèles des comtes raimondins, en alternance avec les ancêtres des Trencavel. Bernard d'Anduze était évêque entre 947 et 986.
Comme son prédécesseur, Géraud donne tous ses soins au rétablissement de l'ordre monastique. Psalmodi, grâce aux vertus de ses religieux et à la pieuse munificence des séculiers, reprend déjà son ancien lustre. L'abbé Warnier étend sa juridiction sur une abbaye de Saint-Geniez.